# Guillaume de Bourg
Pour les articles homonymes, voir Guillaume de Bourg (homonymie).
Pour les autres membres de la famille, voir famille de Bourg.
 (août 2025).
Guillaume de Bourg, appelé en anglais William de Burgh (né vers 1160 et mort pendant l'hiver 1205-1206), est le fondateur de la branche aînée de la famille de Bourg/Burgh/Burke/Bourke, installée en Irlande.

## En Irlande
Guillaume de Bourg, fils de Gautier, seigneur du château de Burgh dans le Norfolk, arrive en Irlande en 1185. Il est étroitement associé avec le prince Jean. Le roi Henri II d'Angleterre le nomme gouverneur de Limerick et lui concède de vastes domaines dans le Leinster et le Munster. Les château qu'il possède à Tibberaghny (Comté de Kilkenny), Kilsheelan, Ardpatrick et Kilfeacle étaient destinés à protéger les frontières nord du roi Jean de Waterford et de  Lismore dans le comté de Waterford et ses châteaux de Carrigogunnell et Castleconnell protégeaient Limerick. Il est nommé sénéchal du Munster, c'est-à-dire gouverneur Royal, de 1201 à 1203.

## Mariage et alliance
Dans la décennie 1190, Guillaume s'allie avec le dernier roi de Munster, Domnall Mor O'Brien (mort en 1194) ou son fils Muirchertach Finn roi de Thomond, et épouse peut-être une de leur fille. Cette alliance intervient probablement pendant le règne de  Muirchertach Finn/Murtough, car auparavant à l'époque de la mort de Domnall ce dernier était en guerre avec les anglo-normands. En tout cas, aucune  guerre n'est enregistrée entre les deux parties pour le reste de la décennie. Selon les Annales d'Inisfallen, en 1201, Guillaume et les fils de Domnall Mór conduisent une importante force armée dans le royaume de Desmond, tuant entre autres Amlaíb Ua Donnabáin.
Entre 1199 et 1202, Guillaume conduit une nouvelle campagne militaire dans le Desmond avec l'appui des Ó Briain. Ses succès dans l'ouest et le sud l'incitent à conquérir le royaume de Connacht, qui lui avait sans doute été attribué probablement avant 1195, et qu'il n'avait jamais occupé. Cathal Crobderg Ua Conchobair, roi de Connacht, mène une contre attaque victorieuse contre les châteaux anglo-normands du Munster, dont celui de Castleconnell qui appartenait à Guillaume. De nouveaux combats  conduisent à la perte de trois châteaux et de biens, qui sont tous récupérés à l'exception du contrôle sur la plus grande partie du Connacht.

## Connacht
En 1200, "Cathal Crobhdearg Ua Conchobair vient dans le  Munster, vers le fils de  Mac Carthy et William de Burgh afin de solliciter leurs aides." Ce marchandage marque le début de l'intérêt Guillaume pour la province du Connacht. Le roi Cathal Crobderg Ua Conchobair, qui règne de 1190 à 1224, doit faire face à une forte opposition principalement issue de sa propre famille et il souhaite engager Guillaume pour l'aider à sécuriser sa position. L'année suivante, Guillaume et Ua Conchobair conduisent une armée de Limerick à Tuam et finalement jusqu'à  Boyle dans le comté de Roscommon. Le rival d'Ua Conchobair, Cathal Carrach Ua Conchobair marche à la tête de son armée et livre une bataille au cours de laquelle il est tué face à l'alliance entre Guillaume et Ua Conchobair après une semaine d'escarmouches entre les deux partis.
Guillaume et Ua Conchobair cheminent ensuite vers le Iar Connacht (en) et passent les fêtes de Pâques  à Cong dans le comté de Mayo. C'est ici que, Guillaume et les fils de Rory O'Flaherty conspirent afin de tuer Ua Conchobair mais le complot est découvert, apparemment à la suite d'un saint serment qui est prêté par la famille du Coarb local. Toutefois, lorsque de Burgh demande le paiement des sommes dues à lui-même et à sa troupe, le combat éclate et 700 des hommes de troupes de Guillaume auraient été tués. Guillaume réussit à revenir à Limerick. L'année suivante en 1202, il revient et venge son armée détruite l’année précédente. Il prend alors le titre de seigneur du Connacht en 1203.

## Décès
Guillaume de Bourg meurt lors de l'hiver 1205/1206 et il est inhumé chez les augustiniens dans le prieuré d'Athassel (en) à Golden dans le comté de Tipperary qu'il avait fondé vers 1200. Les Annales des quatre maîtres notent lors de son décès :
 « William Burke pilla le Connacht, aussi bien les églises que le territoire ; mais Dieu et les saints se vengèrent de lui pour cela car il mourut d'une maladie singulière, trop honteuse pour être décrite ».

## Famille
L'identité de l'épouse de Guillaume demeure incertaine. Une généalogie de la fin du Moyen Âge évoque son mariage avec une fille anonyme de Domnall Mor O'Brien, dont seraient issus les comtes d'Ulster et de Clanricard par leur fils Richard. Un livre de généalogies du XVe siècle publié par Cú Choigcríche Ó Cléirigh, un des Quatre maîtres dans  Annalecta Hibernica 18), indique que la mère de  Richard le Grand, le fils aîné et successeur de Guillaume était une « fille du roi Saxon [Angevin] », c'est-à-dire une fille illégitime du roi Henri II d'Angleterre ou peut-être de Richard Ier d'Angleterre ?  Une telle connexion expliquerait l'usage du terme consanguineus (i.e. parent) utilisé par Édouard Ier d'Angleterre pour désigner Richard le Jeune, 2e comte d'Ulster.
Guillaume laisse deux enfants identifiés sous le nom de noblesse anglais de Connaught :
- Richard le Grand, 1er baron de Connaught,
- Hubert, évêque de Limerick.

## Sources
- (en) The Tribes and customs of Hy-Many, John O'Donovan, 1843
- (en) The History of Mayo, Hubert T. Knox. 1908.
- (en) The Surnames of Ireland, Edward MacLysaght, Dublin, 1978.
- (en) Lower Mac William and Viscounts of Mayo, 1332-1649, in A New History of Ireland IX, p. 235-36, Oxford, 1984 (reprinted 2002).
- (en) The Anglo-Normans in Co. Galway: the process of colonization, Patrick Holland, Journal of the Galway Archaeological and Historical Society, vol. 41,(1987–88)
- (en) Burke:People and Places, Eamonn de Burca, Dublin, 1995.
- (en) The Anglo-Norman landscape in County Galway; land-holdings, castles and settlements, Patrick Holland, J.G.A.& H.S., vol. 49 (1997)
- Annales d'Ulster sur CELT: Corpus of Electronic Texts at University College Cork
- Annales de Tigernach sur CELT: Corpus of Electronic Texts at University College Cork
- Revised edition of McCarthy's synchronisms sur site Trinity College Dublin.